# Idade escolar
A idade escolar é o período frequentado tanto por crianças como adolescentes em ambiente escolar conforme o desenvolvimento das atividades e percepções correspondentes a cada idade.
Conforme dados do Censo Demográfico do IBGE de 2010, existem 190,7 milhões de brasileiros e destes 45,3 milhões estão em idade escolar, ou seja, 23,7% da população está dentro da idade escolar compreendida entre os 4 aos 17 anos. Dos 0 aos 3 anos é compreendido como um período escolar de suporte não educacional.

## Idades Escolares
- Ensino Infantil: É dividido em Maternal que vai de 0 a 3 anos, com o Berçário de 0 a 1 ano e os maternais 1, 2 e 3 um para cada ano de vida; e Educação Infantil de 3 a 5 anos que são divididos por períodos conforme a idade (4 a 6 anos de idade para nascidos do segundo semestre do ano). Em alguns lugares tem o 1° período e o 2° (4 e 5 anos)
- Ensino Fundamental: Dividido em anos, que vão do 1º ao 9º ano e as idades vão de 6 a 14 anos, cronologicamente um ano para cada série. Pode vir a começar aos 4.[1] Uma resolução de 2010 do Conselho Nacional de Educação (Brasil), que vale a partir de 2011, fixa ingresso no ensino fundamental de crianças com 6 anos completos até dia 31 de março. Para nascidos depois de 31 de março, a matrícula deve ser realizada no ano seguinte, ano em que a criança completa 7 anos de idade.
- Ensino Médio: Dividido em 3 séries que vão dos 15 a 17 anos, cronologicamente um ano para cada período.
- Ensino Superior: A partir dos 18 anos (pode ser ingressado a qualquer idade, basta ter concluído o Ensino Médio, independente da idade de ingresso espera-se que o acadêmico termine o curso no tempo mínimo,  para não correr risco de ser jubilado). Pode ser classificado em diferentes modalidades:
  - Curso Sequencial: De duração de até 2 anos;
  - Graduação: Dividido em três modalidades:
    - Bacharelado: De duração de 4 a 6 anos (dependendo do curso). Concede titulação profissional;
    - Licenciatura: De duração de 4 anos. Formação de Professores no Brasil. Diferente do Brasil, licenciatura em Portugal não é necessariamente voltada à formação de educadores.
    - Tecnologia: De duração de 2 a 3 anos.  Formação de Tecnólogo ou Tecnologista, ou seja, mão-de-obra Técnico-Científica.

  - Pós-Graduação: Cursado após a conclusão da Graduação. Pode ser dividido em:
    - Lato Sensu: Especializações. Podem ser cursadas em qualquer momento após a formação inicial da graduação. No Brasil tem geralmente duração de um a dois anos.
    - Stricto Sensu: Formada pelo Mestrado e Doutorado.
      - Mestrado:  pode durar de 1 ano e 6 meses a 2 anos. Se um graduado que ingressou no Ensino Superior aos 18 anos iniciar um mestrado logo após concluir a graduação, poderá atingir o grau de mestre na idade mínima de 23 a 25 anos.
      - Doutorado: Tem duração de 4 anos no Brasil. Se um Doutorando iniciar um doutorado logo após concluir um mestrado aos 23 a 25 anos, poderá atingir o grau de doutor na idade mínima de 27 a 29 anos.[2]

| Etapas da Vida Educacional | Etapas da Vida Educacional | Etapas da Vida Educacional | Etapas da Vida Educacional | Etapas da Vida Educacional | Etapas da Vida Educacional | Etapas da Vida Educacional | Etapas da Vida Educacional | Etapas da Vida Educacional | Etapas da Vida Educacional | Etapas da Vida Educacional | Etapas da Vida Educacional | Etapas da Vida Educacional | Etapas da Vida Educacional | Etapas da Vida Educacional | Etapas da Vida Educacional | Etapas da Vida Educacional | Etapas da Vida Educacional | Etapas da Vida Educacional | Etapas da Vida Educacional | Etapas da Vida Educacional | Etapas da Vida Educacional | Etapas da Vida Educacional | Etapas da Vida Educacional | Etapas da Vida Educacional | Etapas da Vida Educacional | Etapas da Vida Educacional |
| Período:                   | Pré-Escolar                | Pré-Escolar                | Pré-Escolar                | Pré-Escolar                | Pré-Escolar                | Pré-Escolar                | Escolar                    | Escolar                    | Escolar                    | Escolar                    | Escolar                    | Escolar                    | Escolar                    | Escolar                    | Escolar                    | Escolar                    | Escolar                    | Escolar                    | de Formação Profissional   | de Formação Profissional   | de Formação Profissional   | de Formação Profissional   | de Formação Profissional   | de Formação Profissional   |                            |                            |
| Desenvolvimento:           | Desfralde                  | Desfralde                  | Comunicação falada         | Comunicação falada         | Alfabetização              | Alfabetização              | Alfabetização              | Estudo por abrangência     | Estudo por abrangência     | Estudo por abrangência     | Estudo por abrangência     | Estudo por abrangência     | Estudo por abrangência     | Estudo por abrangência     | Estudo por abrangência     | Estudo por abrangência     | Estudo por abrangência     | Estudo por abrangência     | Estudo específico          | Estudo específico          | Estudo específico          | Estudo específico          | Estudo específico          | Estudo específico          |                            |                            |
| Ensino:                    | Infantil                   | Infantil                   | Infantil                   | Infantil                   | Infantil                   | Infantil                   | Fundamental                | Fundamental                | Fundamental                | Fundamental                | Fundamental                | Fundamental                | Fundamental                | Fundamental                | Fundamental                | Médio                      | Médio                      | Médio                      | Superior                   | Superior                   | Superior                   | Superior                   | Superior                   | Superior                   |                            |                            |
| Séries:                    | Berçário                   | Maternal 1                 | Maternal 2                 | Maternal 3                 | 1° período                 | 2° período                 | 1º ano                     | 2º ano                     | 3º ano                     | 4º ano                     | 5º ano                     | 6º ano                     | 7º ano                     | 8º ano                     | 9º ano                     | 1º série                   | 2º série                   | 3º série                   | 1.                         | 2.                         | 3.                         | 4.                         | 5.                         | 6.                         |                            |                            |
| -------------------------- | -------------------------- | -------------------------- | -------------------------- | -------------------------- | -------------------------- | -------------------------- | -------------------------- | -------------------------- | -------------------------- | -------------------------- | -------------------------- | -------------------------- | -------------------------- | -------------------------- | -------------------------- | -------------------------- | -------------------------- | -------------------------- | -------------------------- | -------------------------- | -------------------------- | -------------------------- | -------------------------- | -------------------------- | -------------------------- | -------------------------- |
| Idade-Corte*               | 0 - 1                      | 1 - 2                      | 2 - 3                      | 3 - 4                      | 4 - 5                      | 5 - 6                      | 6 - 7                      | 7 - 8                      | 8 - 9                      | 9-10                       | 10-11                      | 11-12                      | 12-13                      | 13-14                      | 14-15                      | 15-16                      | 16-17                      | 17-18                      | 18-19                      | 19-20                      | 20-21                      | 21-22                      | 22-23                      |                            |                            |                            |
|                            |                            |                            |                            |                            |                            |                            |                            |                            |                            |                            |                            |                            |                            |                            |                            |                            |                            |                            |                            |                            |                            |                            |                            |                            |                            |                            |

### Comparativo entre os anos escolares do Brasil e de Portugal
|       | Brasil                | Brasil        | Portugal            | Portugal            | Portugal           |
| Idade | Etapa escolar         | Etapa escolar | Etapa escolar       | Etapa escolar       | Etapa escolar      |
| ----- | --------------------- | ------------- | ------------------- | ------------------- | ------------------ |
| 0-1   | Creche                | Creche        | Creche              | Creche              | Creche             |
| 1-2   | Creche                | Creche        | Creche              | Creche              | Creche             |
| 2-3   | Creche                | Creche        | Creche              | Creche              | Creche             |
| 3-4   | Creche                | Creche        | Jardim de infância  | Jardim de infância  | Jardim de infância |
| 4-5   | Pré-escola            | Pré-escola    | Jardim de infância  | Jardim de infância  | Jardim de infância |
| 5-6   | Pré-escola            | Pré-escola    | Jardim de infância  | Jardim de infância  | Jardim de infância |
| 7     | Ensino Fundamental I  | 1º Ano        | Educação Básica     | 1º Ciclo            | 1º Ano             |
| 8     | Ensino Fundamental I  | 2º Ano        | Educação Básica     | 1º Ciclo            | 2º Ano             |
| 9     | Ensino Fundamental I  | 3º Ano        | Educação Básica     | 1º Ciclo            | 3º Ano             |
| 10    | Ensino Fundamental I  | 4º Ano        | Educação Básica     | 1º Ciclo            | 4º Ano             |
| 11    | Ensino Fundamental I  | 5º Ano        | Educação Básica     | 2º Ciclo            | 5º Ano             |
| 12    | Ensino Fundamental II | 6º Ano        | Educação Básica     | 2º Ciclo            | 6º Ano             |
| 13    | Ensino Fundamental II | 7º Ano        | Educação Básica     | 3º Ciclo            | 7º Ano             |
| 14    | Ensino Fundamental II | 8º Ano        | Educação Básica     | 3º Ciclo            | 8º Ano             |
| 15    | Ensino Fundamental II | 9º Ano        | Educação Básica     | 3º Ciclo            | 9º Ano             |
| 16    | Ensino Médio          | 1º Ano        | Educação Secundária | Educação Secundária | 10º Ano            |
| 17    | Ensino Médio          | 2º Ano        | Educação Secundária | Educação Secundária | 11º Ano            |
| 18    | Ensino Médio          | 3º Ano        | Educação Secundária | Educação Secundária | 12º Ano            |